# Aphantochroa cirrochloris
Aphantochroa cirrochloris е вид птица от семейство Колиброви (Trochilidae), единствен представител на род Aphantochroa.

## Разпространение
Видът е разпространен в Бразилия.